# Victòria Jiménez Kasintseva
Victòria Jiménez Kasintseva (Andorra la Vella, 9 d'agost de 2005) és una jugadora de tennis júnior andorrana.
El seu pare i entrenador, Joan Jiménez Guerra, va ser tennista ATP. L'any 2020, Victòria Jiménez va guanyar l'Obert d'Austràlia júnior, derrotant a la final la polonesa Weronika Baszak.